# Austrolimnophila (Austrolimnophila) argus
Austrolimnophila (Austrolimnophila) argus is een tweevleugelige uit de familie steltmuggen (Limoniidae). De soort komt voor in het Australaziatisch gebied.